# Dacrydium lycopodioides
Dacrydium lycopodioides é uma espécie de conífera da família Podocarpaceae.
Apenas pode ser encontrada no seguinte país: Nova Caledónia.
Está ameaçada por perda de habitat.